# Лонг-Гілл (Коннектикут)
Лонг-Гілл (англ. Long Hill) — переписна місцевість (CDP) в США, в окрузі Нью-Лондон штату Коннектикут. 